# Rolf Maartmann
Rolf Maartmann (Oslo, 3 novembre 1887 – Oslo, 8 luglio 1941) è stato un calciatore norvegese, di ruolo attaccante.

## Biografia
Aveva un gemello, di nome Erling, anch'egli calciatore.

## Carriera

### Club
Maartmann giocò nel Lyn Oslo, con cui vinse 4 edizioni consecutive della Norgesmesterskapet.

### Nazionale
Giocò 8 incontri per la Norvegia, con 2 reti all'attivo. Esordì il 17 settembre 1911, nella sconfitta per 4-1 contro la Svezia. Il 16 giugno 1912 siglò il primo gol, in un'altra sconfitta con la Svezia, stavolta per 2-1. Partecipò ai Giochi della V Olimpiade.

## Palmarès

### Club

#### Competizioni nazionali
- Coppa di Norvegia: 4

Lyn Oslo: 1908, 1909, 1910, 1911